# Бюрхолм (община)
Община Бюрхолм (на шведски: Bjurholms kommun) е разположена в лен Вестерботен, северна Швеция с обща площ 1372 km2 и население 2436 души (към 31 декември 2013). Административен център на община Бюрхолм е едноименния град Бюрхолм.